# Saint-Genis-sur-Menthon
Pour les articles homonymes, voir Saint-Genis et Menthon (homonymie).
Ne doit pas être confondu avec Saint-Cyr-sur-Menthon.
Saint-Genis-sur-Menthon (prononciation : sɛ̃.ʒni.syʁ.mɑ̃.tɔ̃) est une commune française située dans le département de l'Ain, en région Auvergne-Rhône-Alpes.
Irrigué par de nombreux biefs et rivières, le village de Saint-Genis est l'une des localités de la Bresse savoyarde proche de la région naturelle de la Dombes entre les préfectures de Mâcon et de Bourg-en-Bresse.

## Géographie
Cette commune est traversée par le Menthon, rivière située dans le département de l'Ain, dans la région Auvergne-Rhône-Alpes, et un affluent droit de la Veyle, donc un sous-affluent du Rhône par la Saône.

### Localisation
Saint-Genis-sur-Menthon est une commune française du département de l'Ain dans le sud de la région naturelle de la Bresse, plus particulièrement dans la Bresse savoyarde, près de la région naturelle de la Dombes. Elle se situe à 17 km à l'est de Mâcon, à 21 km à l'ouest de Bourg-en-Bresse, à 73 km au nord de Lyon et à 411 km au sud de Paris. Elle appartient à l'arrondissement de Bourg-en-Bresse et au canton de Vonnas.
La population n'est pas concentrée en un lieu mais est dispersée dans différents lieux-dits dont Nécudet, les Jolys, Conet, Creffion, la Terrasse, Manthène, Vaux et le bourg du village.

### Points extrêmes
- Nord : la Terrasse, 46° 18′ 16″ N, 5° 00′ 42″ E
- Est : Manthène, 46° 17′ 42″ N, 5° 02′ 26″ E
- Sud : les Jolys, 46° 15′ 26″ N, 4° 59′ 46″ E
- Ouest : Conet, 46° 17′ 28″ N, 4° 59′ 31″ E

### Hydrographie

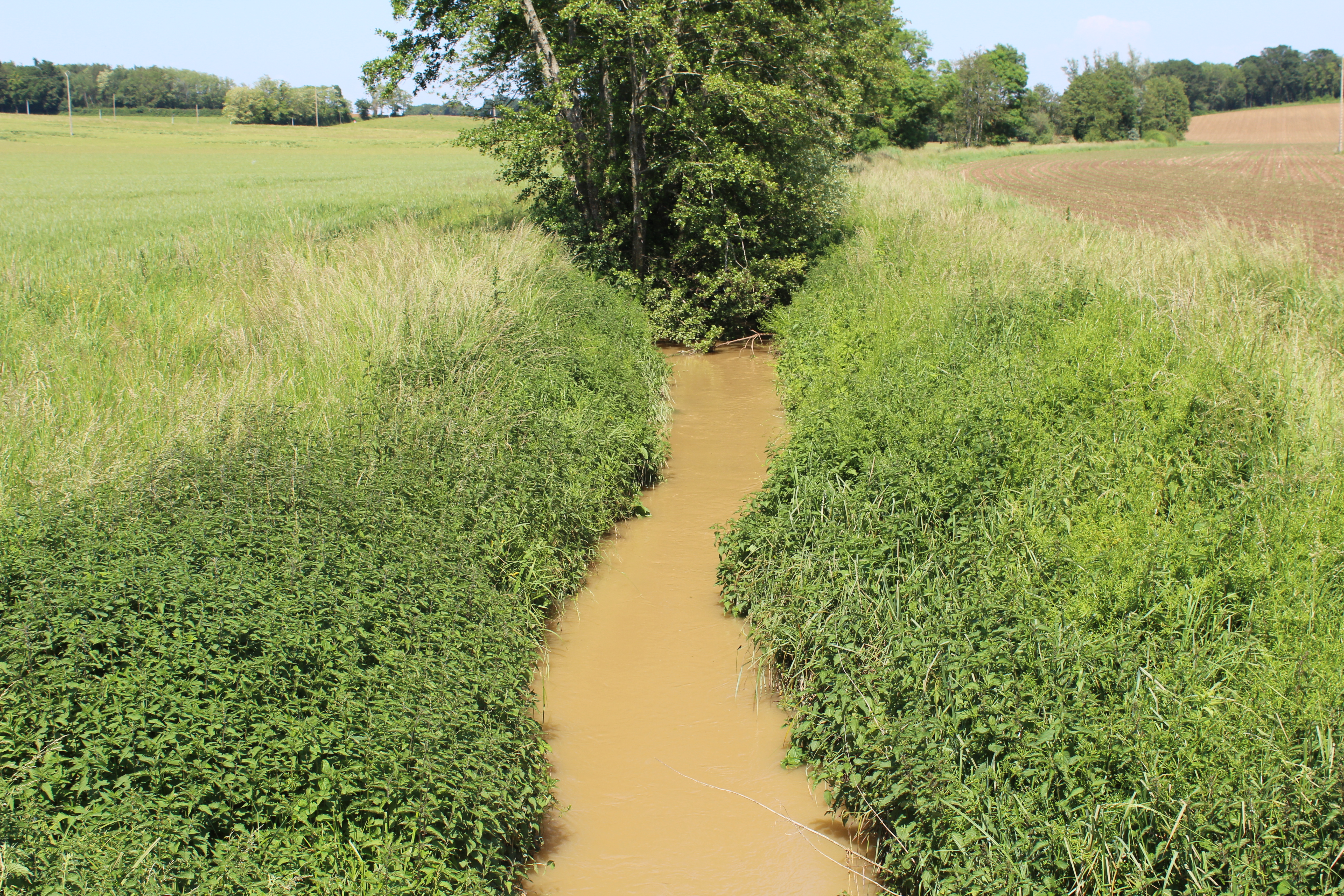
Le Menthon près du bourg.

Plusieurs cours d'eau traversent Saint-Genis dont le Menthon. Ce cours d'eau est le plus important du village, le parcours d'est en ouest, et a donné en partie son nom à la commune. Un de ses affluents, le Bief de Menthon, est un ruisseau du sud de la commune qui se jette dans la commune voisine de Saint-Cyr-sur-Menthon au lieu-dit d'Arringes.
Enfin, ce dernier possède un affluent. Celui-ci est le Bief de Passolard, il finit son cours dans le Bief de Menthon au sud de la route départementale 1079 et forme une partie de la frontière communale qu'elle partage avec Mézériat.

### Climat
Pour des articles plus généraux, voir Climat d'Auvergne-Rhône-Alpes et Climat de l'Ain.
En 2010, le climat de la commune est de type climat océanique dégradé des plaines du Centre et du Nord, selon une étude du CNRS s'appuyant sur une série de données couvrant la période 1971-2000. En 2020, Météo-France publie une typologie des climats de la France métropolitaine dans laquelle la commune est exposée à un climat semi-continental et est dans la région climatique Bourgogne, vallée de la Saône, caractérisée par un bon ensoleillement (1 900 h/an), un été chaud (18,5 °C), un air sec au printemps et en été et des vents faibles.
Pour la période 1971-2000, la température annuelle moyenne est de 11,4 °C, avec une amplitude thermique annuelle de 17,7 °C. Le cumul annuel moyen de précipitations est de 909 mm, avec 10,9 jours de précipitations en janvier et 7,7 jours en juillet. Pour la période 1991-2020, la température moyenne annuelle observée sur la station météorologique de Météo-France la plus proche, « Mâcon », dans la commune de Charnay-lès-Mâcon à 17 km à vol d'oiseau, est de 12,3 °C et le cumul annuel moyen de précipitations est de 833,7 mm,. Pour l'avenir, les paramètres climatiques de la commune estimés pour 2050 selon différents scénarios d'émission de gaz à effet de serre sont consultables sur un site dédié publié par Météo-France en novembre 2022.

### Voies de communication et transports

#### Routes

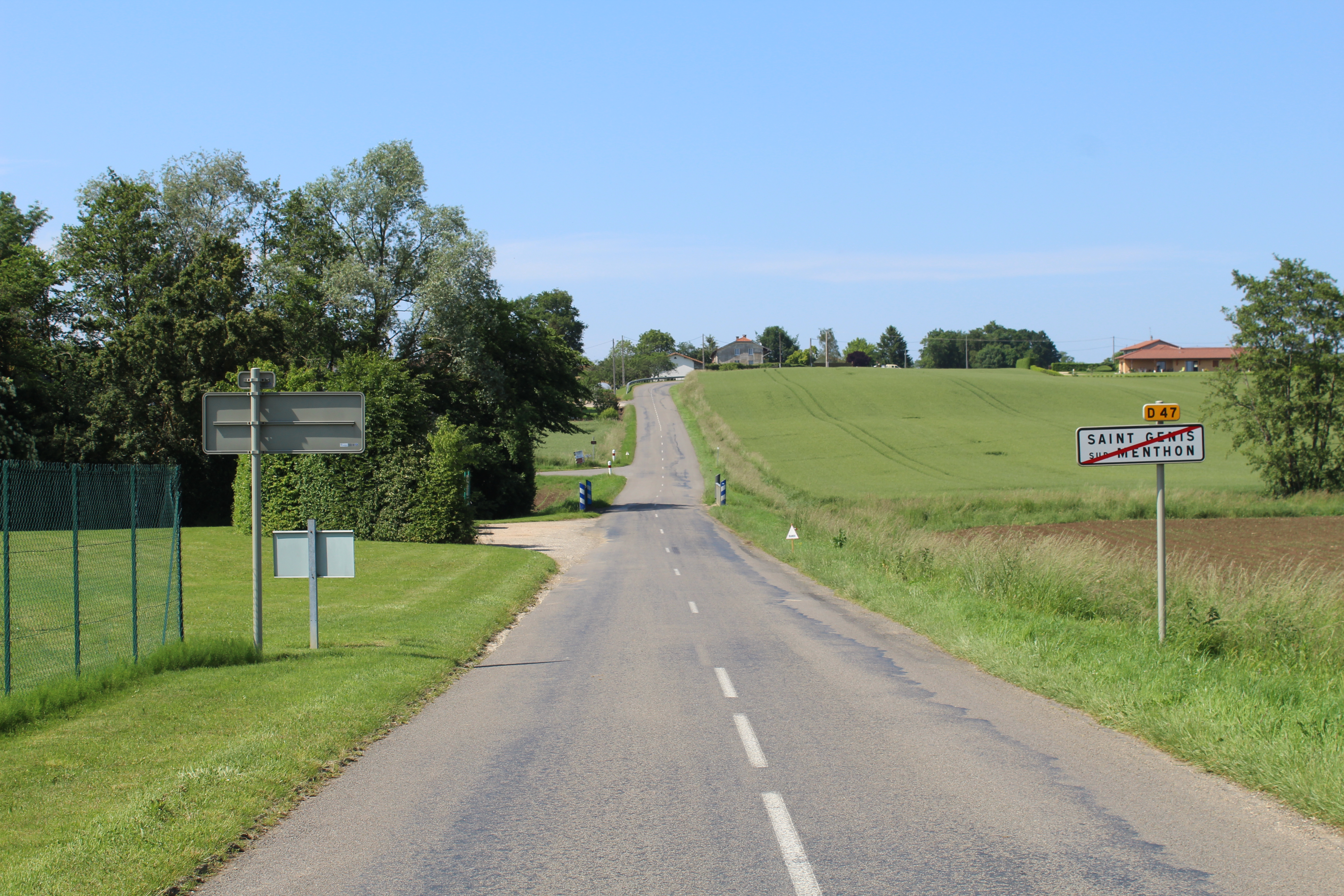
Route D 47 à la sortie du bourg.

Plusieurs axes routiers traversent le territoire communal. Premièrement, la route départementale 107 traverse le sud de la commune d'ouest en est. Cette voie débute à Mâcon par le pont Saint-Laurent et prend fin dans la ville de Bourg-en-Bresse. Elle permet de rejoindre par l'ouest Saint-Cyr-sur-Menthon, Mâcon et le département de Saône-et-Loire tandis que par l'est, elle permet de rejoindre Le Logis-Neuf, hameau de Confrançon, Bourg et les autres villes importantes du département. Avant 2006, année de son déclassement, cet axe de communication faisait partie de la route nationale 79 qui reliait Saint-Éloi, commune située près de Nevers, à Montréal-la-Cluse située près de Nantua.

Voies de communication de la commune.

La route départementale 47 traverse la commune du nord au sud ainsi que la D 1079. Elle passe par le bourg du village et permet de rejoindre Vonnas par le sud et Dommartin par le nord. Au niveau départemental, cette voie relie Vonnas au sud et celle de Chevroux au nord. Enfin, la route départementale D 26a traverse une petite partie de la commune à l'extrême nord. Cet axe part de la D 47 et permet de rejoindre le village voisin de Saint-Didier-d'Aussiat.

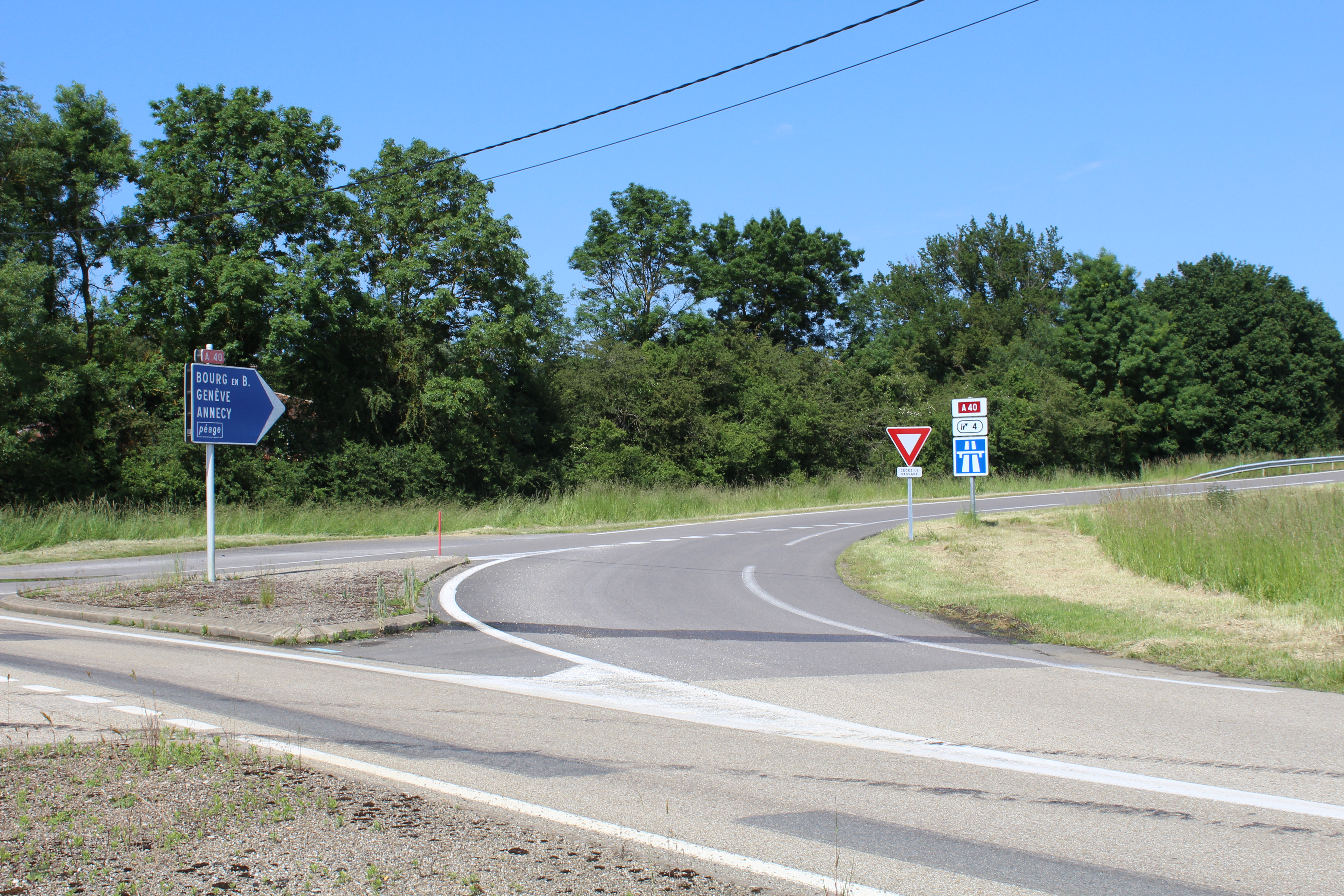
Entrée de la gare de péage.

L'autoroute A40 reliant Mâcon à Genève est une portion de la Route Centre-Europe Atlantique Bordeaux/Nantes - Annemasse. En plus de passer par Saint-Genis, l'axe autoroutier possède avec une gare de péage dans la commune. Cette dernière ne permet que d'accéder à l'autoroute en direction de Genève et on ne peut sortir à cet endroit qu'en allant en direction de Mâcon. Pour accéder à l'A40 en direction de Mâcon et de Paris, il faut se diriger à l'ouest en passant par la gare de péage de Replonges.
Deux autres autoroutes sont situés non loin du village mais ne traversent pas le territoire. De l'autre côté de la Saône, l'autoroute A6 est une autoroute passant à une quinzaine de kilomètres de la commune qui relie Paris à Lyon et qui est accessible depuis l'A406 pour aller à Lyon et par l'A40 pour se rendre à Paris. Quant à l'autoroute A406, elle relie l'A40 et l'A6 et permet aux usagers de gagner un quart d'heure pour aller à Mâcon Sud en évitant le centre. Afin d'accéder au contournement de Mâcon, il suffit de se rendre à la gare de péage de Crottet à 8,5 kilomètres au sud-ouest. Cette autoroute permet d'accéder à l'A6 en direction de Lyon.

#### Voies ferroviaires
Aucune voie ferrée ne traverse la commune. Néanmoins, la ligne de Mâcon à Ambérieu, desservie par les TER de la région Rhône-Alpes, passe au sud de la commune. Deux gares pour les TER Rhône-Alpes sont situées près de la commune. La gare la plus proche est celle de Vonnas et l'autre est la gare de Mézériat. Les trains grandes lignes et les TGV parcourant cette ligne ne marquent pas d'arrêt.
Outre Saône, la ligne traditionnelle Paris - Marseille via Dijon passe à Mâcon où la gare de Mâcon-Ville est desservie par des TER reliant Dijon à Mâcon et Lyon. Quelques TGV relient le nord-est de la France à la Méditerranée.
Enfin, la ligne à grande vitesse Paris - Lyon - Marseille, appelée aussi LGV Sud-Est, traverse la Saône au sud de Mâcon. Comportant un raccordement vers la ligne Mâcon - Bourg, la gare de Mâcon-Loché-TGV, est desservie par quelques TGV Paris - Marseille et Paris - Genève.

#### Transport fluvial
La Saône, qui marque la frontière ouest du département de l'Ain, est navigable à grand gabarit européen depuis Verdun-sur-le-Doubs jusqu'à Lyon. Elle constitue un axe de transport fluvial important entre l'est et la Méditerranée et est appréciée pour le tourisme fluvial. Mâcon possède trois ports fluviaux : le port de plaisance, un autre près du quai des Marans et l'Aproport, l'un des ports fluviaux les plus importants de France.

#### Transport aérien
Aucun aménagement permettant l'utilisation d'un moyen de transport aérien n'existe à Saint-Genis. Toutefois, il existe un petit aéroport à Charnay situé au sud-ouest de Mâcon et géré par la chambre de commerce et d'industrie de Saône-et-Loire. Si les habitants de la commune doivent effectuer des vols vers l'international, ils peuvent se rendre à l'aéroport de Lyon-Saint-Exupéry distant de 80 kilomètres ou bien à l'aéroport de Genève distant de 140 kilomètres.

#### Transports en commun

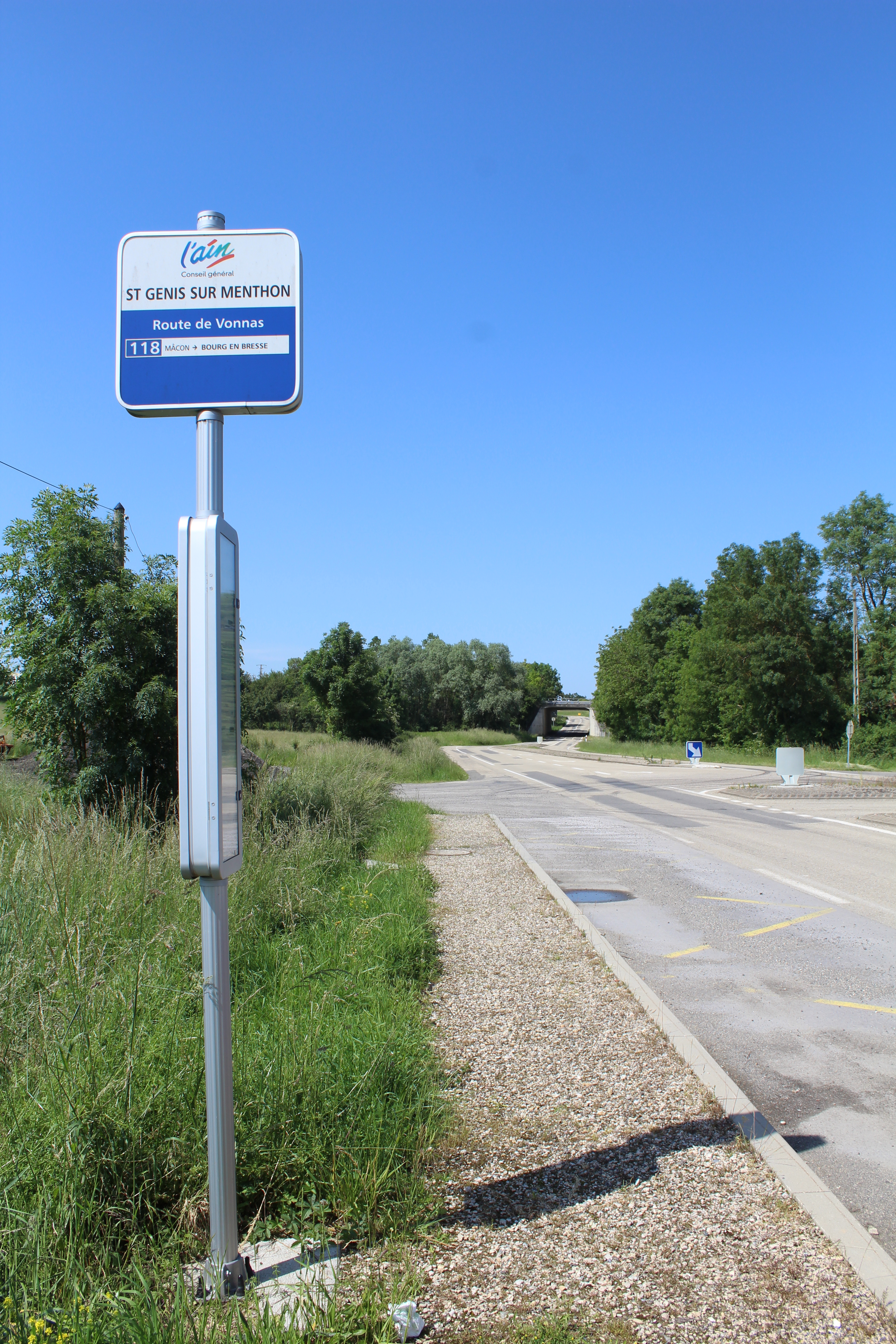
Arrêt Route de Vonnas.

Saint-Genis est reliée au réseau départemental des bus car.ain.fr. Un arrêt nommé Route de Vonnas est installé au lieu-dit Vaux le long de la route départementale D 47 et intégré à la ligne 118 (Sens Bourg-en-Bresse - Mâcon et sens Mâcon - Bourg-en-Bresse).

## Urbanisme

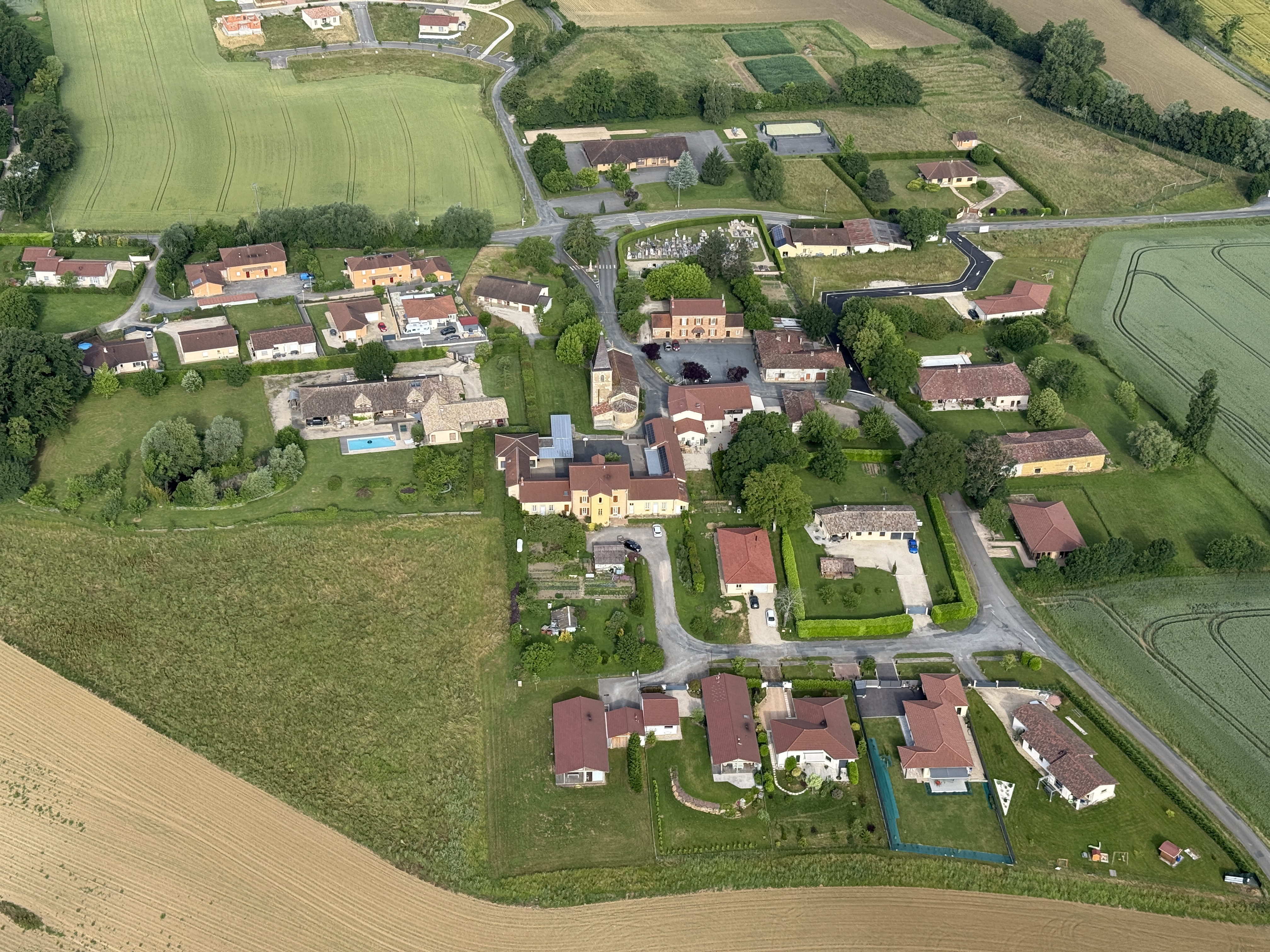
Vue aérienne du bourg.

### Typologie
Au 1er janvier 2024, Saint-Genis-sur-Menthon est catégorisée commune rurale à habitat dispersé, selon la nouvelle grille communale de densité à 7 niveaux définie par l'Insee en 2022.
Elle est située hors unité urbaine. Par ailleurs la commune fait partie de l'aire d'attraction de Bourg-en-Bresse, dont elle est une commune de la couronne,. Cette aire, qui regroupe 80 communes, est catégorisée dans les aires de 50 000 à moins de 200 000 habitants,.

### Occupation des sols
L'occupation des sols de la commune, telle qu'elle ressort de la base de données européenne d’occupation biophysique des sols Corine Land Cover (CLC), est marquée par l'importance des territoires agricoles (90,6 % en 2018), en diminution par rapport à 1990 (92,4 %). La répartition détaillée en 2018 est la suivante : 
terres arables (63,3 %), prairies (15,1 %), zones agricoles hétérogènes (12,2 %), forêts (4,4 %), zones industrielles ou commerciales et réseaux de communication (2,5 %), zones urbanisées (2,4 %).
L'évolution de l’occupation des sols de la commune et de ses infrastructures peut être observée sur les différentes représentations cartographiques du territoire : la carte de Cassini (XVIIIe siècle), la carte d'état-major (1820-1866) et les cartes ou photos aériennes de l'IGN pour la période actuelle (1950 à aujourd'hui).

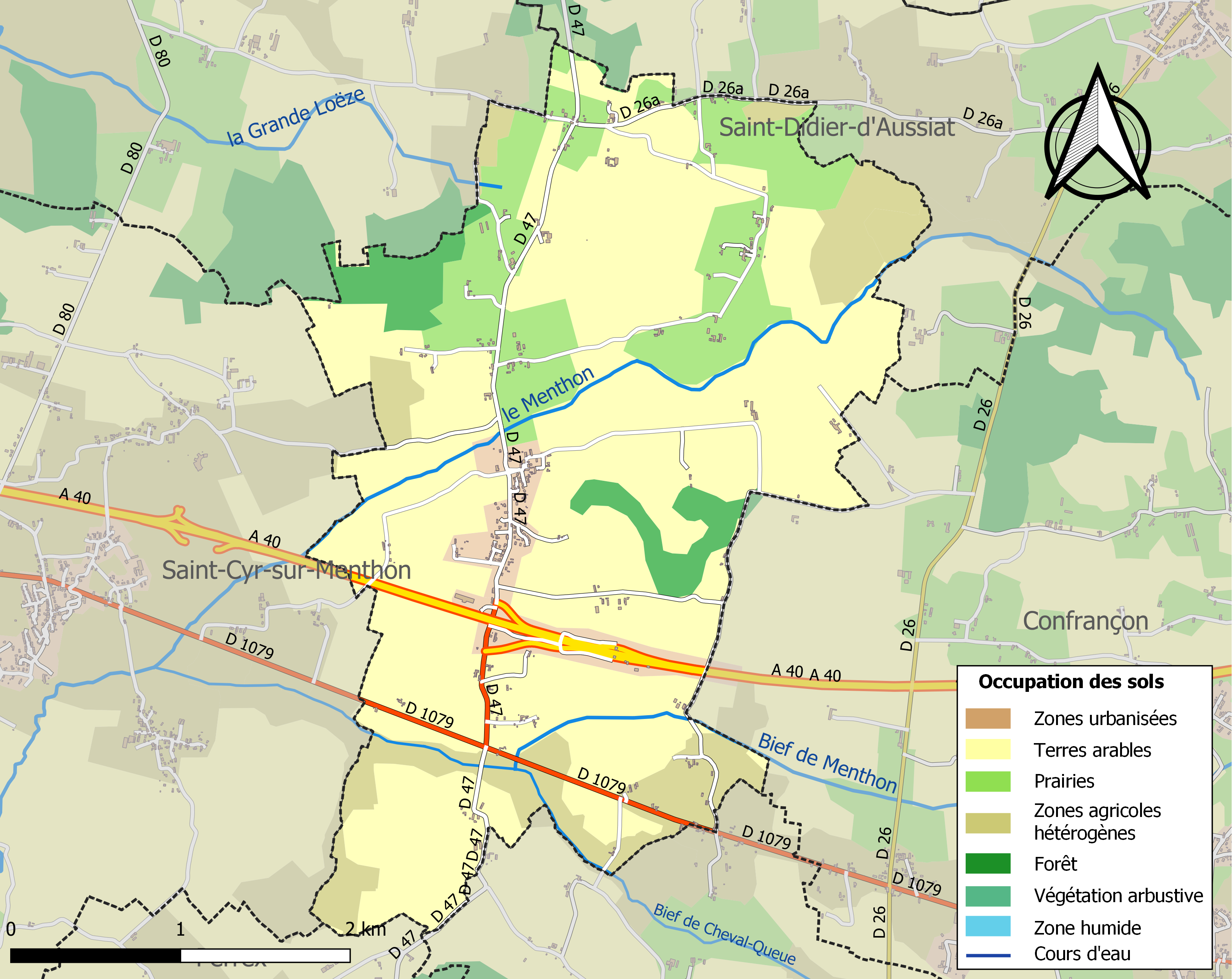
Carte des infrastructures et de l'occupation des sols de la commune en 2018 (CLC).

## Toponymie

### Attestations anciennes
La première référence à la commune date de 1238 sous le nom Sanctus Genesius présent dans les titres de Laumusse. Vers 1350, le village est mentionné en tant que Seint Genes dans le pouillé de Lyon.
Deux siècles plus tard, en 1533, les archives de l'Ain indiquent pour la première fois le Menthon aux côtés de Saint Genis avec Sanctus Genesius supra Menthonem. En 1650, Samuel Guichenon évoque  Saint Genys sus Menton en 1650 dans son ouvrage Histoire de Bresse et de Bugey alors qu'on trouve Saint Genis sur Manton dans les visites pastorales de 1656. Enfin, en 1676 est mentionné Saint Genys sur Menthon.
Durant la Révolution, la commune change de nom pour devenir Genis-sur-Menthon afin d'enlever toute référence à l'Ancien régime mais en 1793, on trouve des traces de Saint Genis. En 1801, Genis-sur-Menthon et Saint-Genis-sur-Menthon sont cités dans le bulletin des lois mais seul le dernier a subsisté.

### Origine du nom
Le nom Genis vient de Genès ou Genest, un nom porté par plusieurs saints, notamment Genès de Rome qui fut martyr à Rome sous Dioclétien en 286.
L'autre partie du nom vient du Menthon, une rivière passant dans la commune qui a aussi donné son nom au village étant à l'ouest : Saint-Cyr-sur-Menthon.
À l'origine, Saint-Genis n'était pas utilisé pour se référer à la paroisse puisque Cosconacum était le nom primitif de cette entité. Aujourd'hui, Cosconacum est devenu Cocogne, nom d'un lieu-dit à l'est du bourg.

## Histoire
Avant l'arrivée des Romains sur le territoire, le peuple celte des Ambarres dont le nom signifie « vivant des deux (amb) côtés de la Saône (Arar, la Saône) », occupait la région bressane et ses vastes forêts.
Vers les années -50, à la suite de la conquête des Gaules par les Romains, la commune et les territoires l'entourant changent de domination même si les nouveaux occupants ne s'intéressèrent pas particulièrement à cette région marécageuse et boisée. Jules César considérait la Bresse et le Bugey comme une seule région qu'il nommait Insula Gallica.
Avant la chute de l'Empire romain d'Occident, la Bresse et Saint-Cyr passent aux mains du Royaume de Bourgogne en 443.
La paroisse est citée pour la première fois au IXe siècle. Son église, qui était à l'époque sous le vocable de Saint Genis, faisait partie des antiques dotations de l'évêché de Mâcon. Cette dernière fut donnée à Léotald, fils du comte Albéric, par l'évêque Bernon.
Le hameau de Cocogne était, entre les Xe siècle et XIe siècle, le chef d'un ager dont le nom était Cosconacensis. Ce territoire comprenait les paroisses de Saint-Genis, Confrançon, Curtafond et Mézériat.
En 1601, après la fin de la guerre franco-savoyarde qui se termine par le traité de Lyon, Saint-Genis-sur-Menthon appartient à la France avec l'acquisition de celle-ci de la Bresse, du Bugey, du Valromey et du pays de Gex. Elle est par la suite intégrée à la province bourguignonne.
En 2015, le conseil municipal procède à la dénomination des voies présentes dans la commune.

## Politique et administration

### Rattachements administratifs et électoraux
Durant l'Ancien Régime, Saint-Genis-sur-Menthon était une communauté du mandement de Bâgé et du bailliage, de l'élection et de la subdélégation de Bourg.
Lors de la création des départements par la Révolution française, elle est intégrée au département de l'Ain et au district de Châtillon-les-Dombes. En 1800, après la suppression des districts, elle intègre l'arrondissement de Bourg-en-Bresse mais reste dans le canton de Pont-de-Veyle. En mars 2015, à l'occasion des élections départementales, le décret du 13 février 2014 portant sur le redécoupage cantonal des cantons de l'Ain entre en vigueur. Ainsi, la commune ainsi que toutes celles du canton de Pont-de-Veyle sont intégrées au nouveau canton de Vonnas. Depuis au moins 1988, la commune fait partie de la quatrième circonscription de l'Ain pour l'élection des députés.

Du point de vue judiciaire, la commune relève du tribunal d'instance, du tribunal de grande instance, du tribunal pour enfants, du conseil de prud'hommes, du tribunal de commerce et du tribunal paritaire des baux ruraux de Bourg-en-Bresse. De plus, elle relève aussi de la cour d'assises de l'Ain, elle-même située à Bourg. Enfin, Saint-Genis dépend de la cour d'appel, du tribunal administratif et de la cour administrative d'appel de Lyon. 

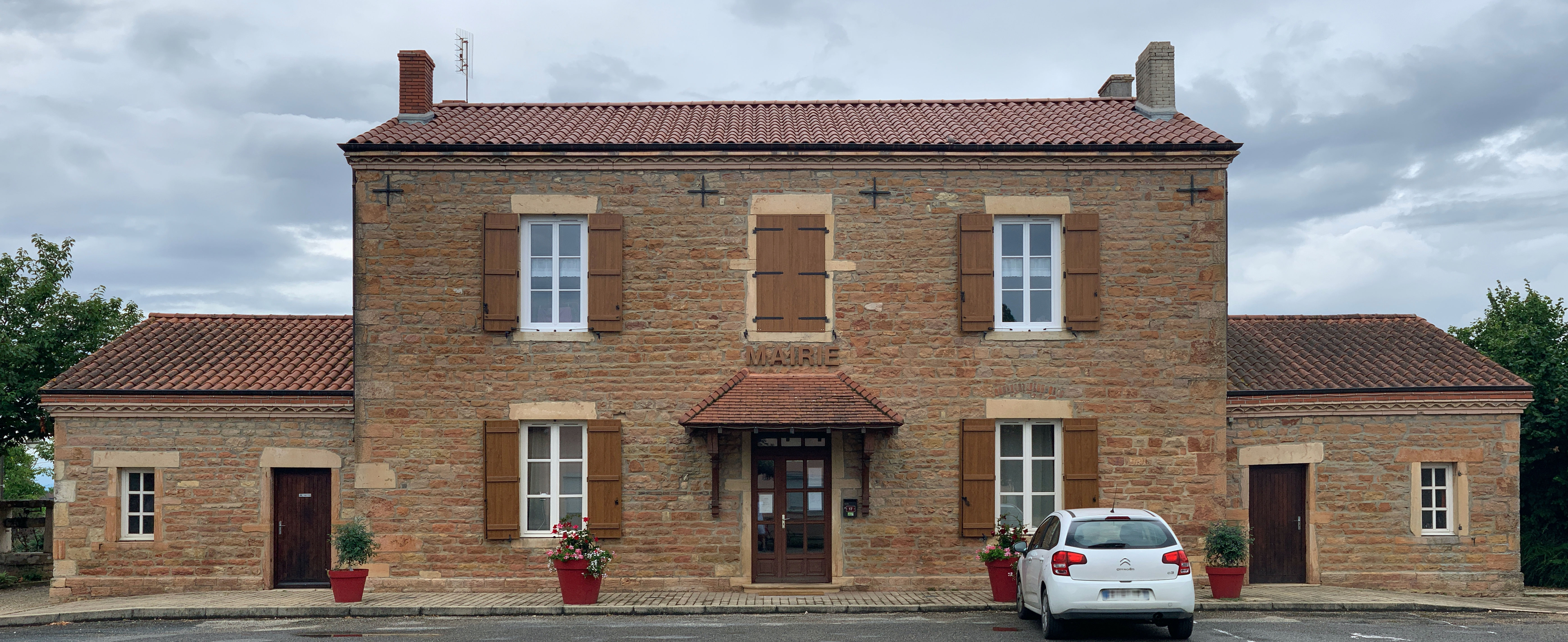
Mairie.

### Administration municipale
Lors des conseils municipaux, le maire est entouré de ses trois adjoints et des sept autres conseillers municipaux. Ces élus se répartissent les tâches par le biais de trois commissions gérées chacune par un adjoint : 
- affaires scolaires, bâtiments et espaces verts ;
- communication, animation et vie associative ;
- voirie, urbanisme et assainissement.

### Liste des maires depuis 1790[26]
| Période                                  | Période   | Identité                                    | Étiquette | Qualité                                                         |
| ---------------------------------------- | --------- | ------------------------------------------- | --------- | --------------------------------------------------------------- |
| 1790                                     | 1794      | Joseph Paquet                               |           |                                                                 |
| 1794                                     | 1794      | Benoît Paquet                               |           |                                                                 |
| 1794                                     | 1796      | Claude Dubois                               |           |                                                                 |
| 1796                                     | 1798      | Jean-Louis Greffet                          |           |                                                                 |
| 1798                                     | 1799      | Benoît Bessard                              |           |                                                                 |
| 1799                                     | 1800      | Jean-Louis Doucet                           |           |                                                                 |
| 1800                                     | 1813      | Jean-Louis Greffet                          |           |                                                                 |
| 1813                                     | 1818      | Joseph Burtin                               |           |                                                                 |
| 1818                                     | 1821      | Claude Pelletier                            |           |                                                                 |
| 1821                                     | 1845      | Jean-Louis Babad                            |           |                                                                 |
| 1845                                     | 1862      | Pierre Rey                                  |           |                                                                 |
| 1862                                     | 1872      | Marie François Hippolyte Pelletier          |           |                                                                 |
| 1872                                     | 1888      | Henri Joseph Dubois                         |           |                                                                 |
| 1888                                     | 1896      | Benoît Chaffurin                            |           |                                                                 |
| 1896                                     | 1919      | Mathieu George                              |           |                                                                 |
| 1919                                     | 1935      | Joseph Michel Morel                         |           |                                                                 |
| 1935                                     | 1941      | François Robin                              |           |                                                                 |
| 1941                                     | 1944      | François Roux, Léon Adam et François Bugnot |           |                                                                 |
| 1944                                     | 1949      | Joseph Michel Morel                         |           |                                                                 |
| 1949                                     | 1971      | Léon Alexandre Greffet                      |           |                                                                 |
| 1971                                     | 1977      | Auguste Penin                               |           |                                                                 |
| 1977                                     | juin 1995 | Abel Greffet                                |           |                                                                 |
| juin 1995                                | En cours  | Christophe Greffet                          | PS        | Conseiller départemental Président de la communauté de communes |
| Les données manquantes sont à compléter. |           |                                             |           |                                                                 |

### Intercommunalité
Jusqu'au 31 décembre 2016, Saint-Genis appartenait à la communauté de communes du canton de Pont-de-Veyle qui avait été fondée le 23 novembre 1998 à la suite de la dissolution du SIVOM du canton de Pont-de-Veyle et du SIVU pour l'accueil des entreprises et d'activités économiques de Pont-de-Veyle et sa région. Depuis le 1er janvier 2017, la commune est intégrée à la nouvelle communauté de communes de la Veyle qui regroupe l'ancienne intercommunalité à celle des Bords de Veyle. Le siège est fixé à Pont-de-Veyle.
Toutefois, ce n'est pas la seule structure intercommunale dont fait partie la localité bressane. On peut mentionner le syndicat mixte Bresse Val de Saône créé en 1995 et regroupant 40 communes,. Son but est de négocier les procédures que proposent l'Union européenne, l'État ou la région Auvergne-Rhône-Alpes qui pourraient développer un territoire plus vaste que la simple communauté de communes.
La commune étant traversée par le Menthon qui fait partie du bassin de la Veyle, elle appartient au syndicat mixte Veyle Vivante dont le siège est situé au bâtiment de la gare de Mézériat. Le travail de cette organisation est de surveiller la qualité des eaux du bassin, de préserver les zones humides ou de remettre en état certains ouvrages.
Enfin, comme la totalité des communes du département de l'Ain, le village appartient au syndicat intercommunal d'énergie et de e-communication de l'Ain, organisation fondée le 11 mars 1950. Le syndicat est compétent dans la gestion des réseaux d'électrification, de gaz, de l'éclairage public, de la communication électronique. En plus de ces compétences, la structure accompagne les communes pour qu'elles puissent maîtriser leur consommation d'énergie, gère un système d'information géographique et a mis en place dans le département, par l'intermédiaire de sa régie Réso-Liain, un réseau de fibre optique pour avoir accès à Internet à très haut débit.

### Jumelages
| \| Localisation des villes jumelées avec Saint-Cyr-sur-Menthon. Straubenhardt Saint-Genis-sur-Menthon \| Localisation des communes jumelées. |
| Straubenhardt Saint-Genis-sur-Menthon |

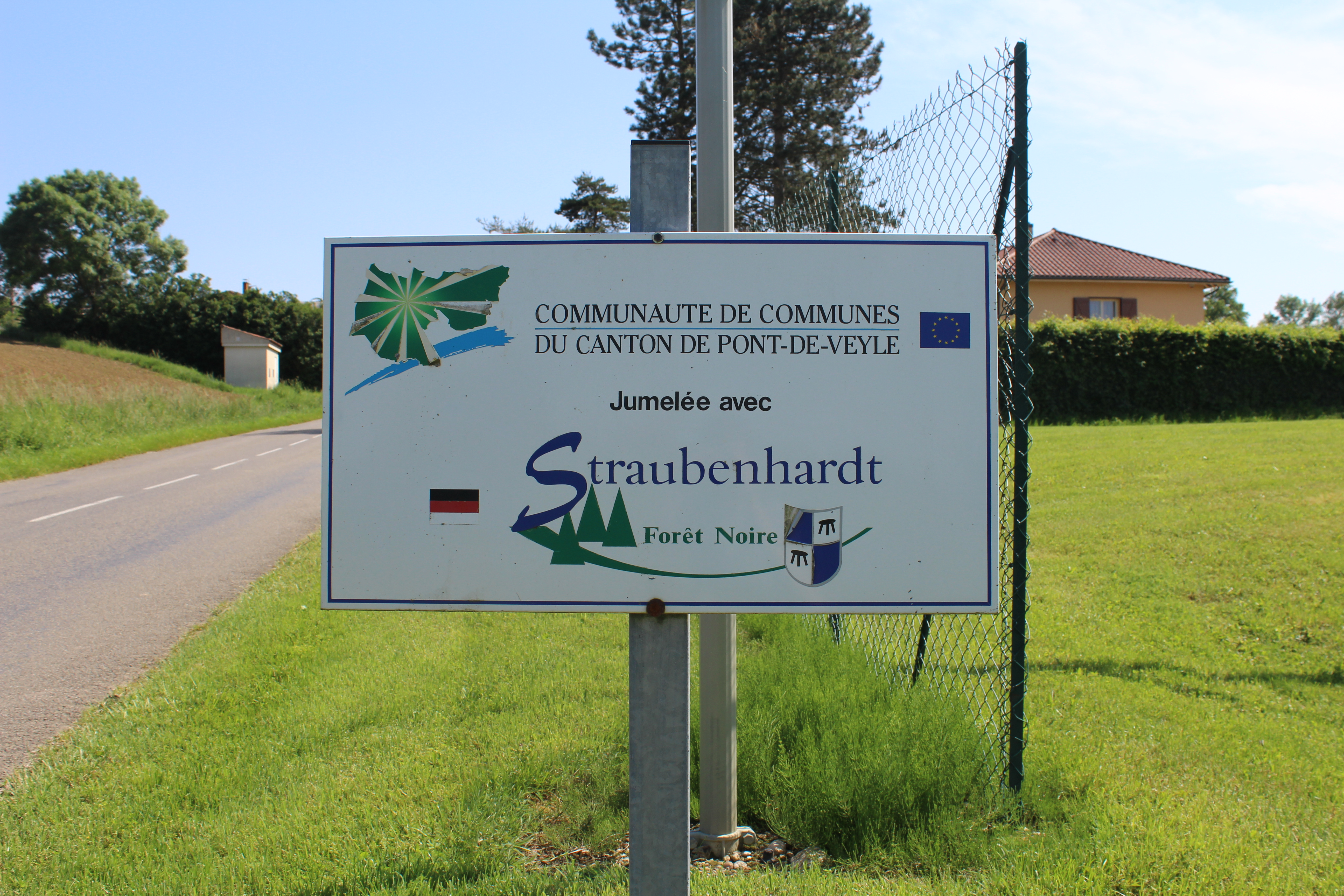
Panneau de jumelage avec Straubenhardt.

La communauté de communes du canton de Pont-de-Veyle dont la commune fait partie est jumelée avec la commune de Straubenhardt localisée dans le Bade-Wurtemberg en Allemagne à la porte nord de la Forêt-Noire entre Karlsruhe et Pforzheim. Commune composée de cinq villages que sont Conweiler, Feldrennach & Pfinzweiler, Langenalb, Ottenhausen et Schwann, Straubenhardt a commencé à lier des contacts avec le canton de Pont-de-Veyle dès 1995 grâce à Roger Herbet. Ce dernier, un bressan qui vivait dans la localité allemande, organisa une rencontre entre Christophe Greffet alors maire de la commune et Willy Rushman, bourgmestre de Straubenhardt. Est alors née une volonté de tisser de nouveaux liens entre les deux localités par le biais des collégiens qui commencèrent à créer des échanges dès 1996.
Tout s'accéléra durant l'année 1999 quand la population de la commune allemande fut invitée à deux reprises en France. La première fois fut durant le mois de mai à l'occasion de la fête du Fromage à Grièges et la seconde fois fut en juillet lors de la fête des Temps Chauds où un groupe musical de Straubenhardt était invité à s'y produire. Les Bressans furent invités à faire le chemin inverse dès le mois d'août pour créer ensemble la fête de marché historique à Feldrennach. Le jumelage entre Straubenhardt et le canton de Pont-de-Veyle a été concrétisé par la signature de la Charte lors de la grande fête organisée au château de Pont-de-Veyle du 7 au 9 juillet 2000. Une autre fête fut organisée l'année suivante en Allemagne du 6 au 8 juillet 2001.

## Population et société

### Démographie
L'évolution du nombre d'habitants est connue à travers les recensements de la population effectués dans la commune depuis 1793. Pour les communes de moins de 10 000 habitants, une enquête de recensement portant sur toute la population est réalisée tous les cinq ans, les populations de référence des années intermédiaires étant quant à elles estimées par interpolation ou extrapolation. Pour la commune, le premier recensement exhaustif entrant dans le cadre du nouveau dispositif a été réalisé en 2007.

En 2022, la commune comptait 488 habitants, en évolution de +3,39 % par rapport à 2016 (Ain : +5,15 %, France hors Mayotte : +2,11 %).
| 1793 | 1800 | 1806 | 1821 | 1831 | 1836 | 1841 | 1846 | 1851 |
| ---- | ---- | ---- | ---- | ---- | ---- | ---- | ---- | ---- |
| 458  | 402  | 419  | 517  | 565  | 556  | 565  | 594  | 631  |

| 1856 | 1861 | 1866 | 1872 | 1876 | 1881 | 1886 | 1891 | 1896 |
| ---- | ---- | ---- | ---- | ---- | ---- | ---- | ---- | ---- |
| 590  | 600  | 601  | 562  | 630  | 601  | 560  | 529  | 528  |

| 1901 | 1906 | 1911 | 1921 | 1926 | 1931 | 1936 | 1946 | 1954 |
| ---- | ---- | ---- | ---- | ---- | ---- | ---- | ---- | ---- |
| 502  | 513  | 491  | 461  | 464  | 458  | 437  | 395  | 342  |

| 1962 | 1968 | 1975 | 1982 | 1990 | 1999 | 2006 | 2007 | 2012 |
| ---- | ---- | ---- | ---- | ---- | ---- | ---- | ---- | ---- |
| 340  | 301  | 270  | 299  | 324  | 363  | 391  | 395  | 447  |

| 2017 | 2022 | - | - | - | - | - | - | - |
| ---- | ---- | - | - | - | - | - | - | - |
| 472  | 488  | - | - | - | - | - | - | - |

### Enseignement

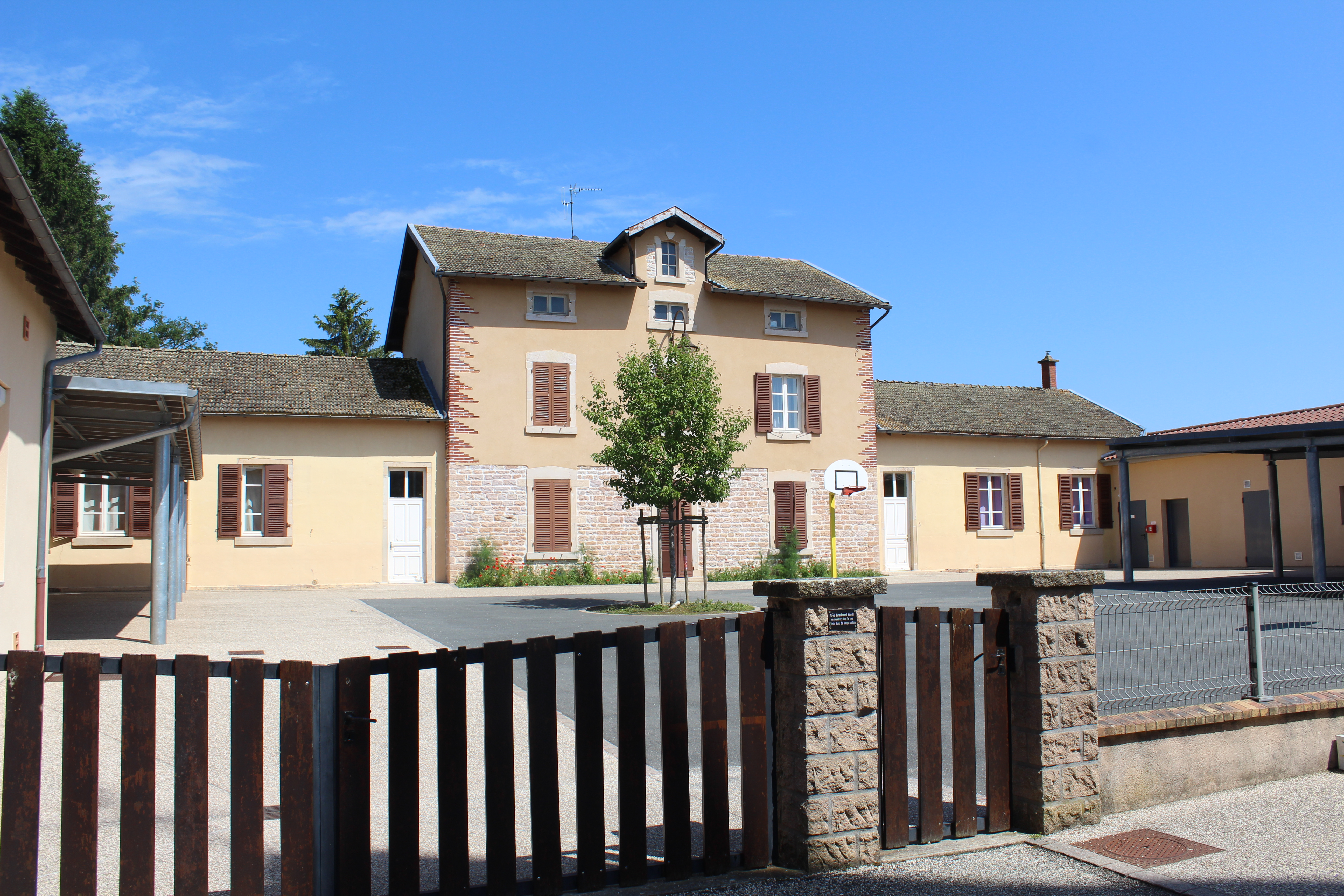
École communale.

La commune possède une école publique qui assure les cours du niveau CE2 jusqu'au CM2. Cette école et celle du village voisin de Saint-Cyr-sur-Menthon forment un RPI. L'école de Saint-Genis possède trois classes (CM1/CM2, CM1, CE2/CM2) alors que celle de Saint-Cyr assure les cours de la petite section jusqu'au CE2 avec les niveaux répartis dans sept classes (PS, MS, MS/GS, GS/CP, CP, CP/CE1, CE1/CE2).
Les élèves de ce RPI passant en 6e sont dirigés au collège George-Sand de Pont-de-Veyle. Enfin, le lycée de secteur de la commune est le Lycée Lamartine, situé à Mâcon dans la région bourguignonne.

### Médias et numérique
Le Progrès est un journal régional diffusant dans les départements de l'Ain, du Jura, du Rhône, de la Loire et de la Haute-Loire. Chaque vendredi est publié le journal local hebdomadaire Voix de l'Ain. De plus, Le Journal de Saône-et-Loire, paru pour la première fois le 2 juillet 1826, est la version saône-et-loirienne du Progrès. Ce journal quotidien paraît dans les environs sous l'édition de Mâcon.
Dans le domaine télévisuel, la chaîne France 3 émet un décrochage local dans la commune par le biais de France 3 Rhône Alpes. Enfin, Radio Scoop est une radio musicale d'Auvergne-Rhône-Alpes qui possède une station à Bourg-en-Bresse diffusant dans l'Ain.
Chaque année depuis 1989, la municipalité publie le bulletin municipal où sont présentés les projets à venir, en cours ou réalisés ainsi que d'autres actualités communales.
La commune dispose du très haut débit avec la fibre optique grâce au réseau public de fibre optique LIAin régi par le syndicat intercommunal d'énergie et de e-communication de l'Ain.

## Économie

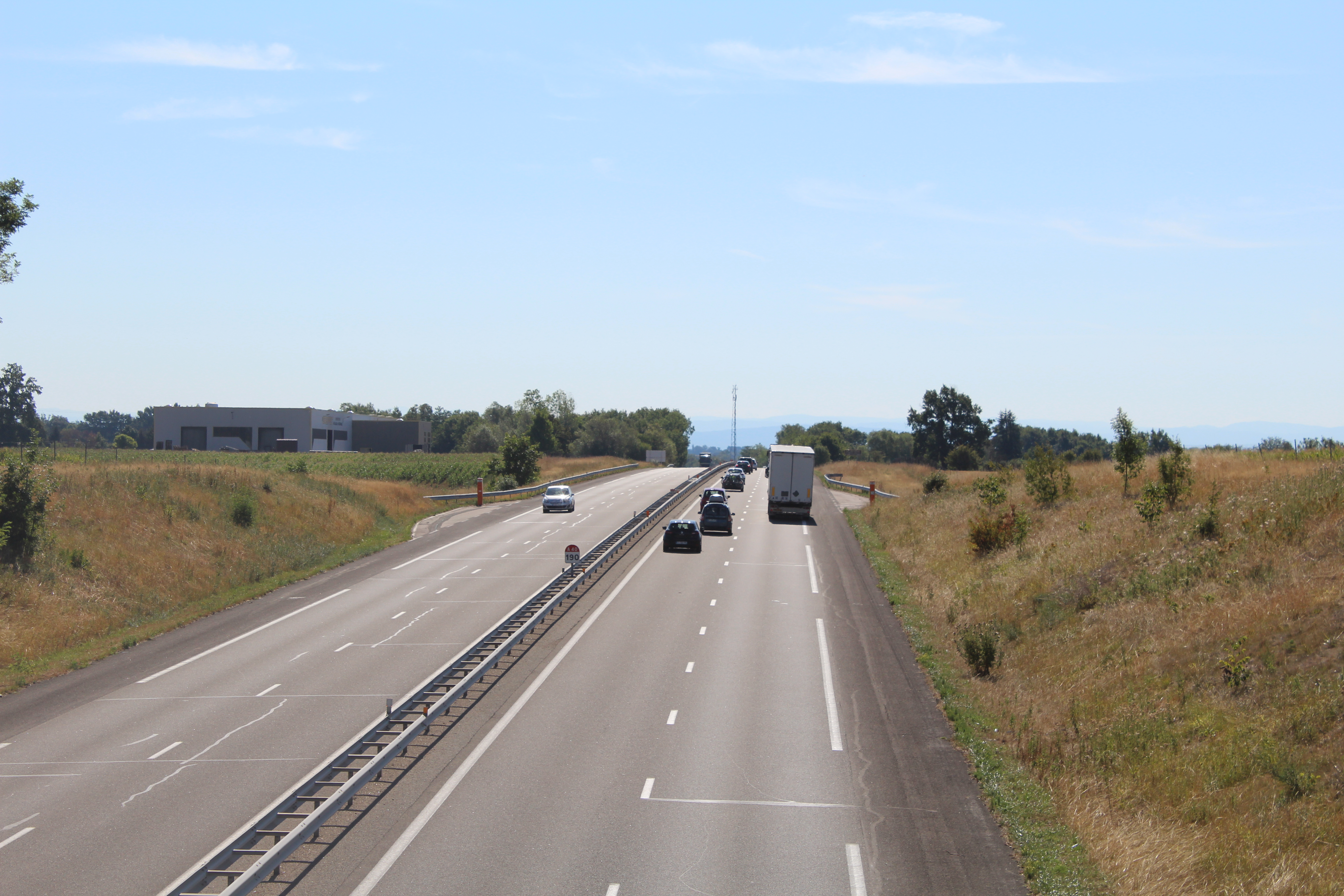
Autoroute A40 avec à gauche la zone.

### Commerce
Comme beaucoup de communes rurales en France, Saint-Genis ne possède plus de commerce.

### Entreprises
Une zone d'activités est située le long de l'autoroute A40 et réunit deux entreprises de métallurgie.

## Culture locale et patrimoine

### Lieux et monuments
Aucun monument de la commune n'est classé monument historique.
En premier lieu, l'église Saint-Barthélémy possédant une galonnière est historiquement le centre du village et date de 1825. Cet édifice fait face à la « montée Jean-Marie Verne », rue donnant accès à la mairie depuis la route départementale D47. Aujourd'hui seul lieu religieux de la commune, l'église était pourtant accompagnée d'une cure qui abrite aujourd'hui la mairie. Ce bâtiment a été construit au XIXe siècle à partir de pierres du Mâconnais. Avant leur installation dans l'ancienne cure, le maire et les conseillers municipaux logeaient dans le bâtiment central de l'école.
Ces édifices sont particulièrement récents comparés à d'autres. Par exemple, la bibliothèque communale est installée dans une ancienne ferme bressane en torchis et pans de bois du XVe siècle près de la place de la Mairie. De plus, deux « poypes » sont attestées sur le territoire. Au lieu-dit Nécudet, à 1 km au sud-est, on trouve le vestige de la poype de Nécudet citée en 1319. Cette poype était un ancien fief avec une maison forte. À Collonge (4 km à l'est-nord-est de Saint-Genis-sur-Menthon), se trouve aussi les vestiges de la poype de Collonge possédée auparavant par le comte de Savoie, Amédée VI, qui l'inféoda en 1365 à Girard de Berchod.
Au lieu-dit Cocogne qui était au Moyen Âge le chef-lieu d'un ager comprenant Saint-Genis, Confrançon, Curtafond et Mézériat, on trouve sur une ferme bressane une cheminée sarrasine de type pyramidale. Elle est la seule cheminée sarrasine sur le territoire de la commune depuis la disparition de celle de Manthène en 1971.
Enfin, différents monuments récents, datant du XXe siècle participent à la mémoire des soldats ou l'animation communale. La salle polyvalente est un bâtiment récent datant du XXe siècle et accueille les événements du village. Le monument honorant la mémoire des soldats de la commune morts pour la France lors des deux guerres mondiales trône sur la montée Jean-Marie Verne. Entre la mairie et le cimetière se trouve une stèle en hommage à Aimé Broyer, habitant de Saint-Genis tombé durant le conflit algérien.

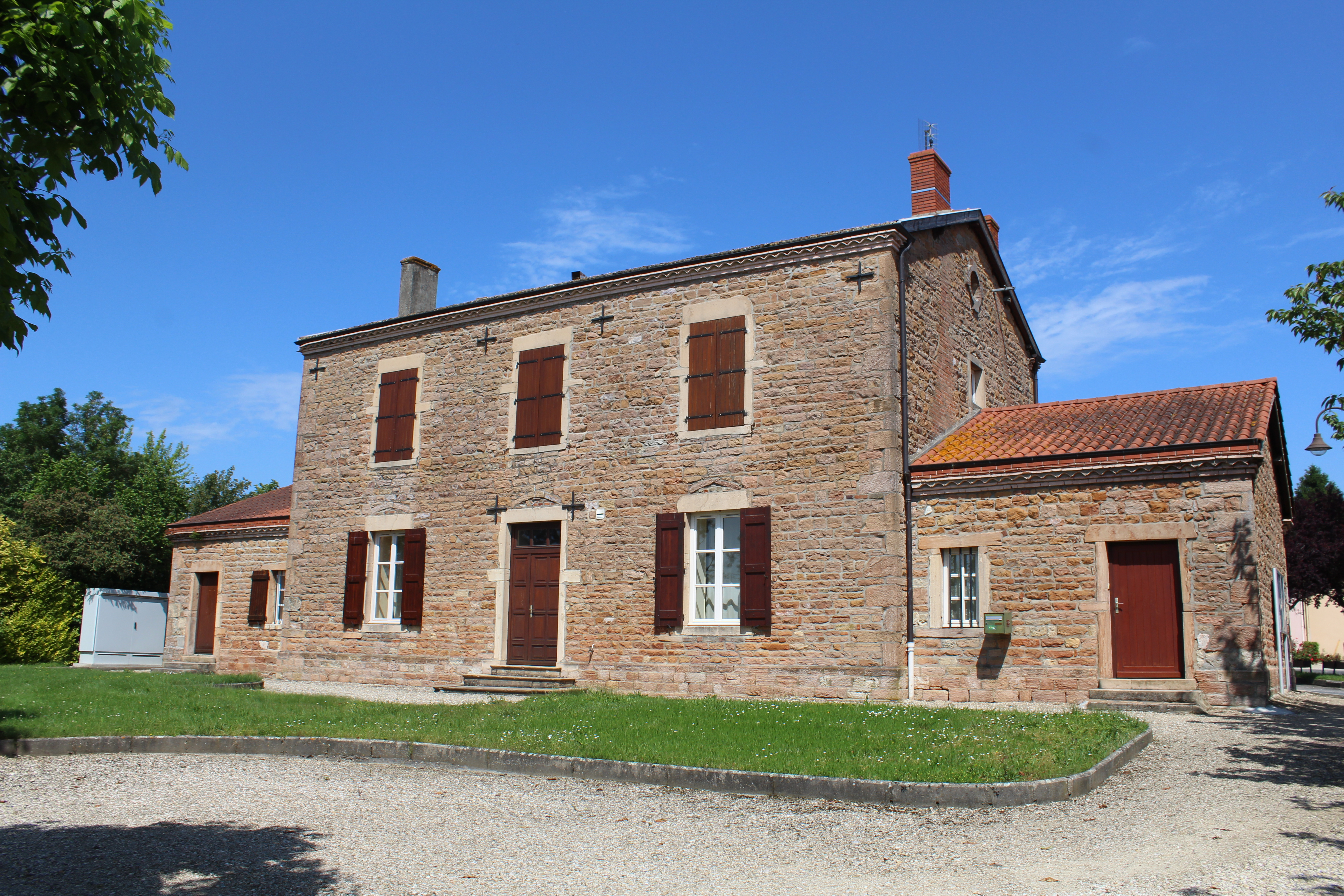
Mairie de la commune.
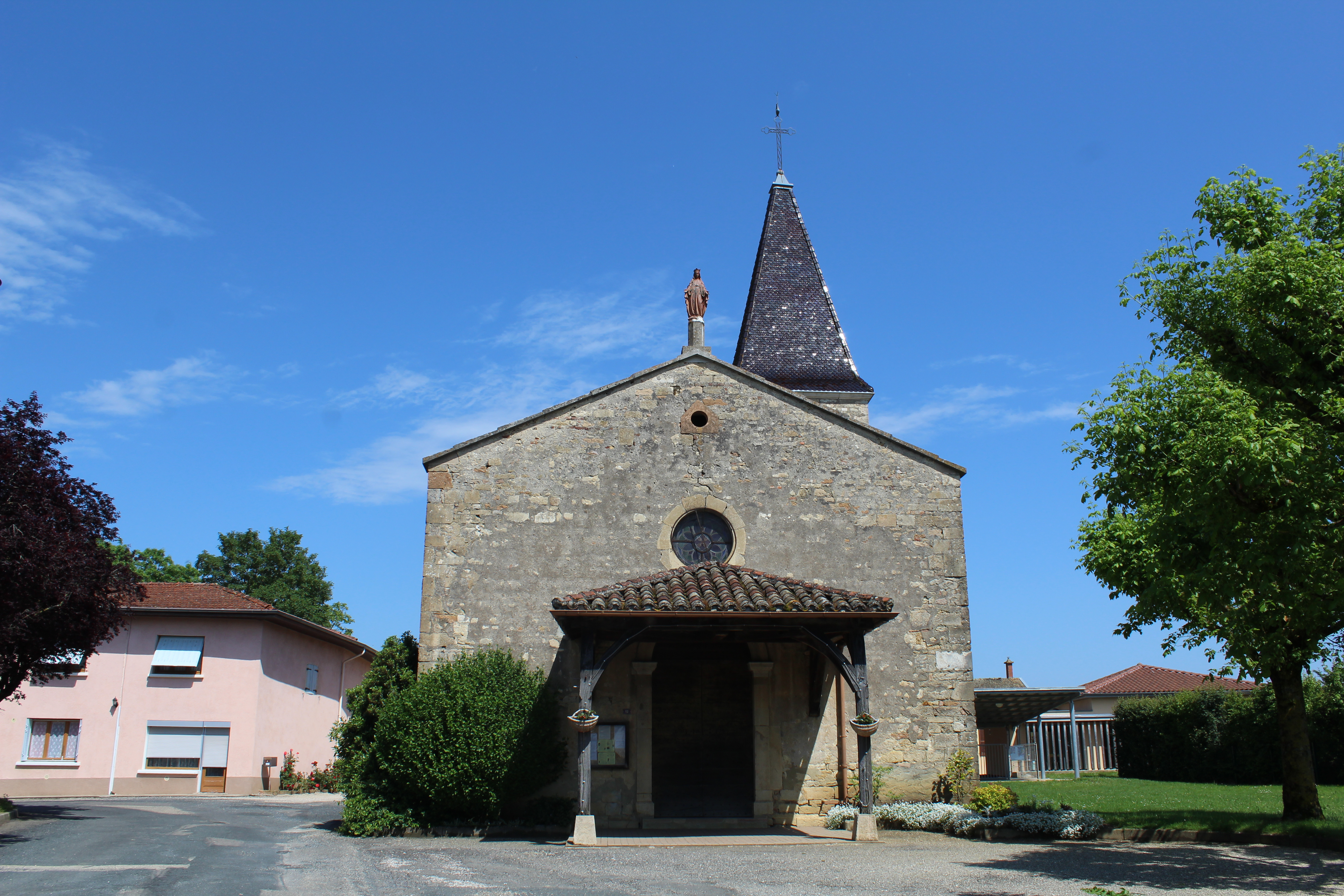
Église Saint-Barthélemy.
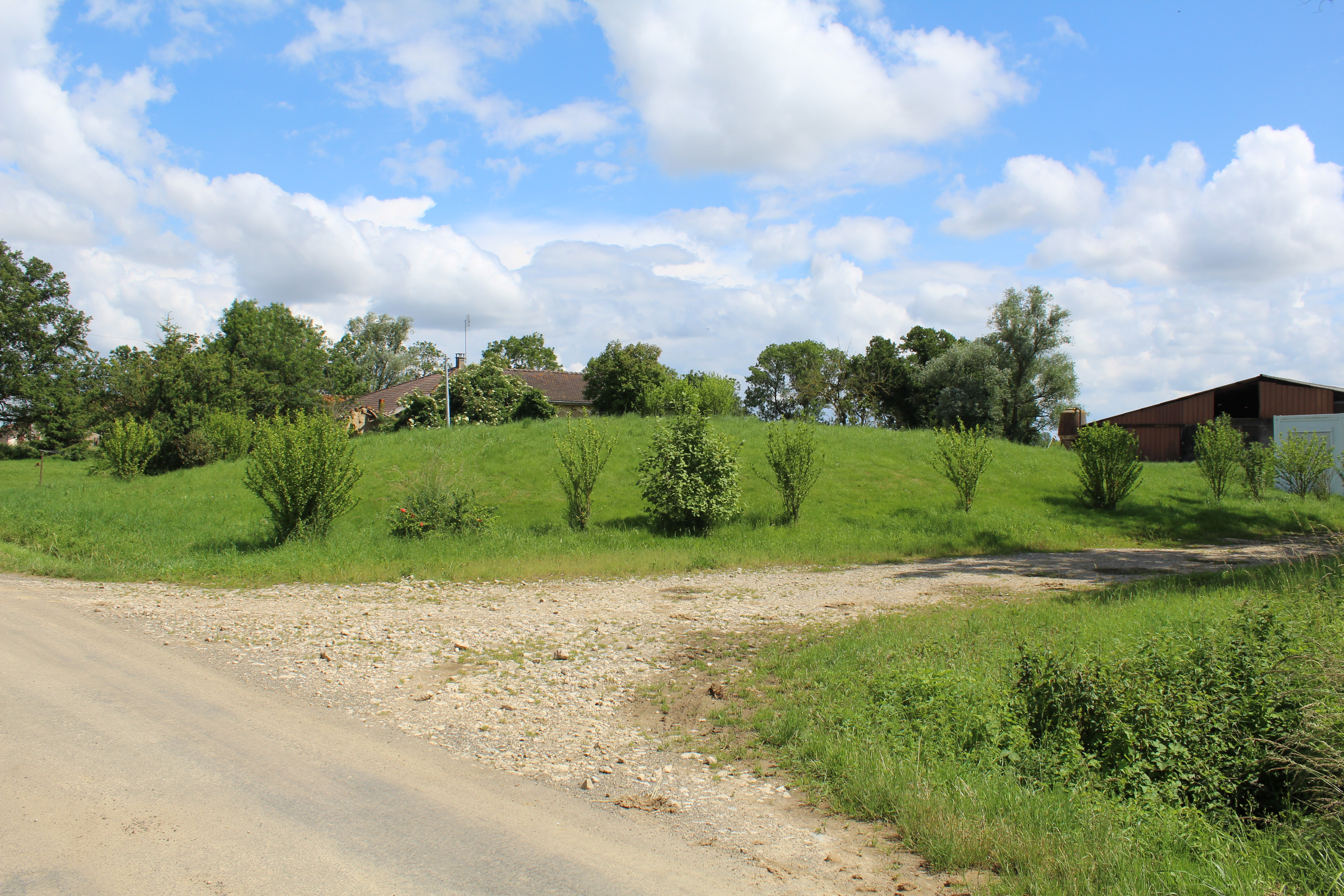
Poype de Nécudet.
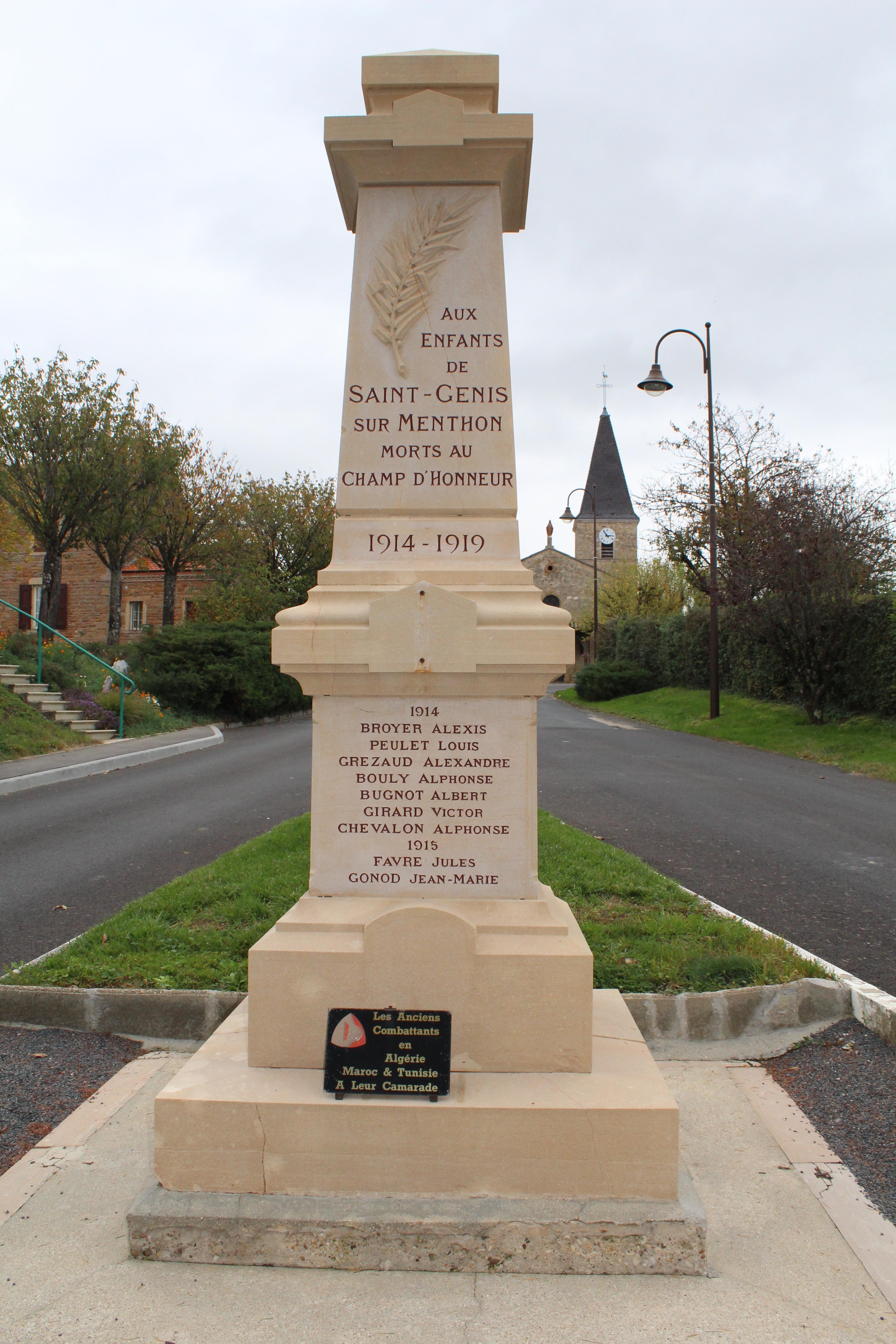
Monument aux morts.
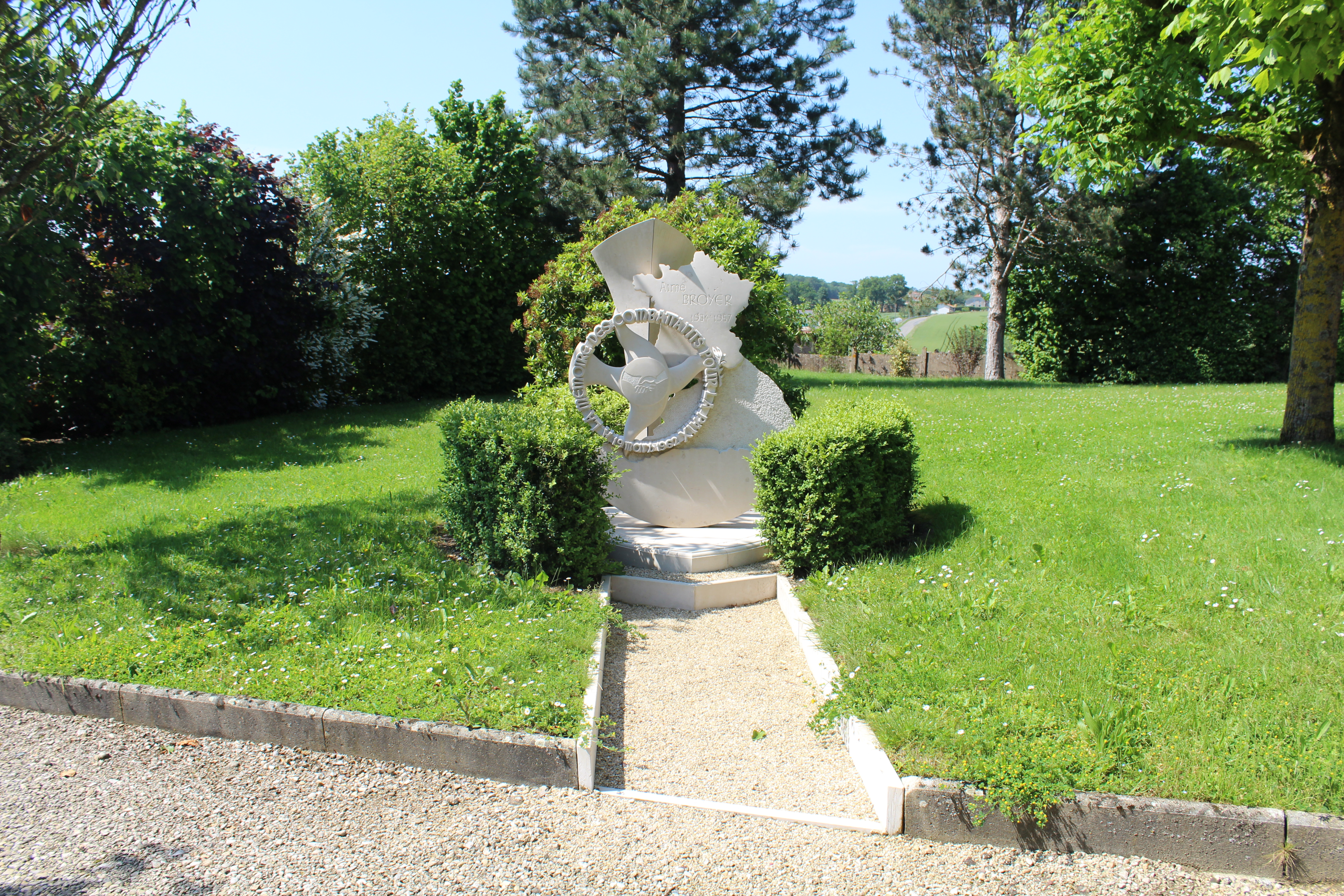
Stèle en hommage à Aimé Broyer.

### Gastronomie

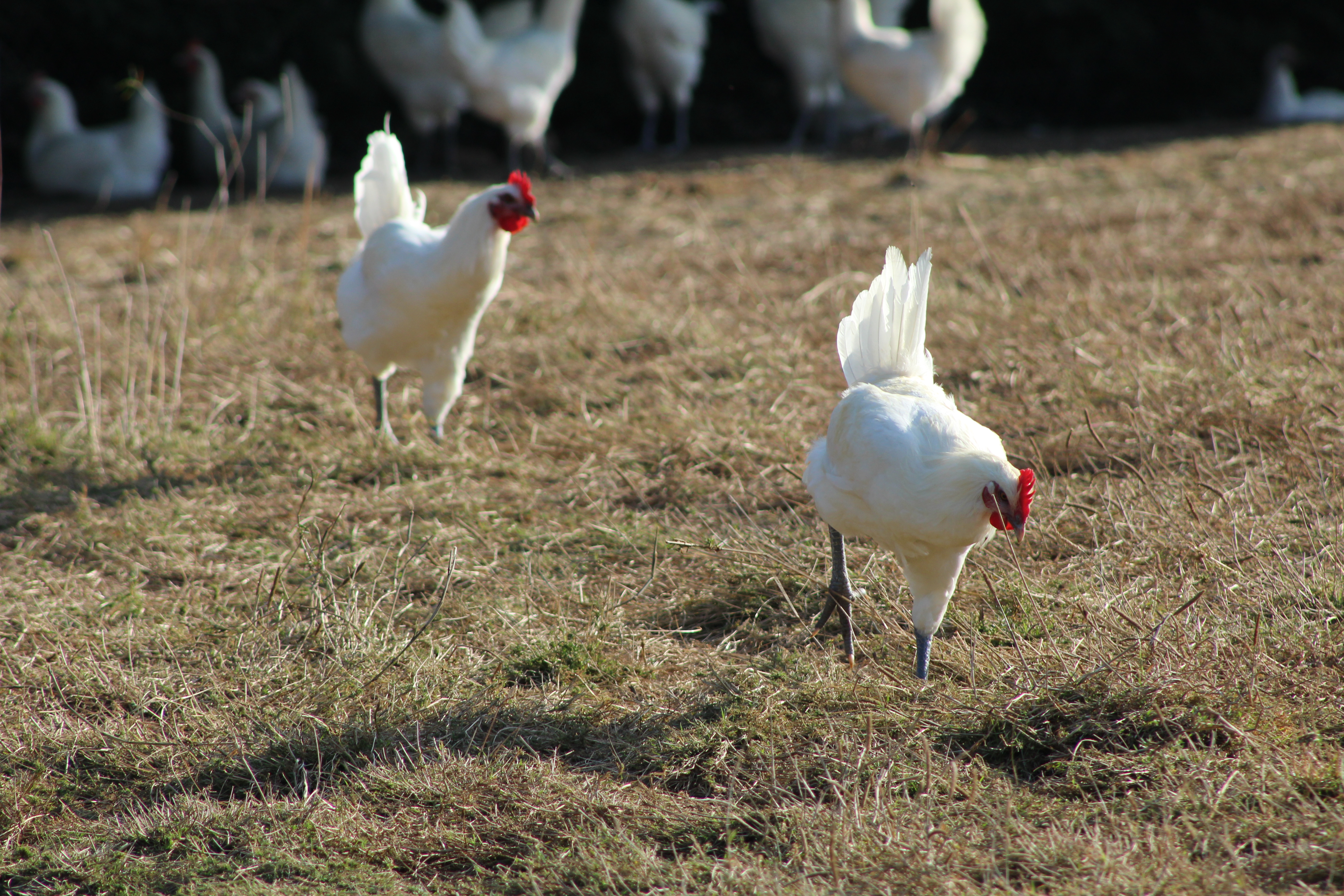
Poulets de Bresse au Pin.

Les spécialités culinaires sont celles de la région bressane, c'est-à-dire la volaille de Bresse, les gaudes, la galette bressane, les gaufres bressanes, la fondue bressane.
La commune se situe dans l'aire géographique de l'AOC Crème et beurre de Bresse et de l'AOC Volailles de Bresse.
Elle a aussi l'autorisation de produire le vin IGP Coteaux de l'Ain (sous les trois couleurs, rouge, blanc et rosé).

### Espaces verts et fleurissement

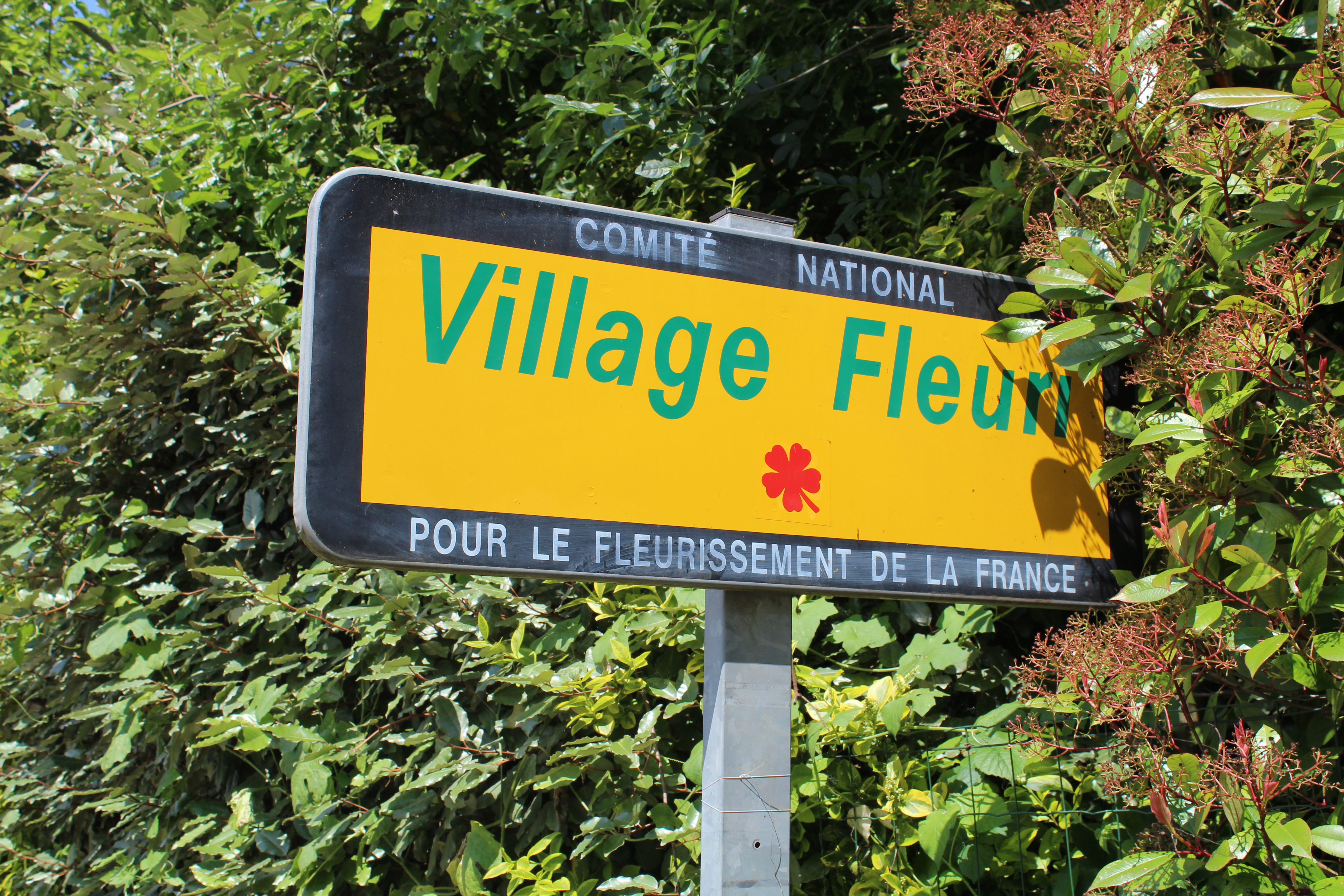
Panneau Village fleuri avec 1 fleur.

En 2014, la commune de Saint-Genis-sur-Menthon bénéficie du label « ville fleurie » avec « 1 fleur » attribuée par le Conseil national des villes et villages fleuris de France au concours des villes et villages fleuris.

### Personnalités liées à la commune
- Jean-Marie Verne, maire de Bourg-en-Bresse entre 1880 et 1882.